# Bradysia vernalis
Bradysia vernalis är en tvåvingeart som först beskrevs av Zetterstedt 1851.  Bradysia vernalis ingår i släktet Bradysia och familjen sorgmyggor.
Artens utbredningsområde är Danmark. Arten är reproducerande i Sverige. Inga underarter finns listade i Catalogue of Life.